# Bashar Warda

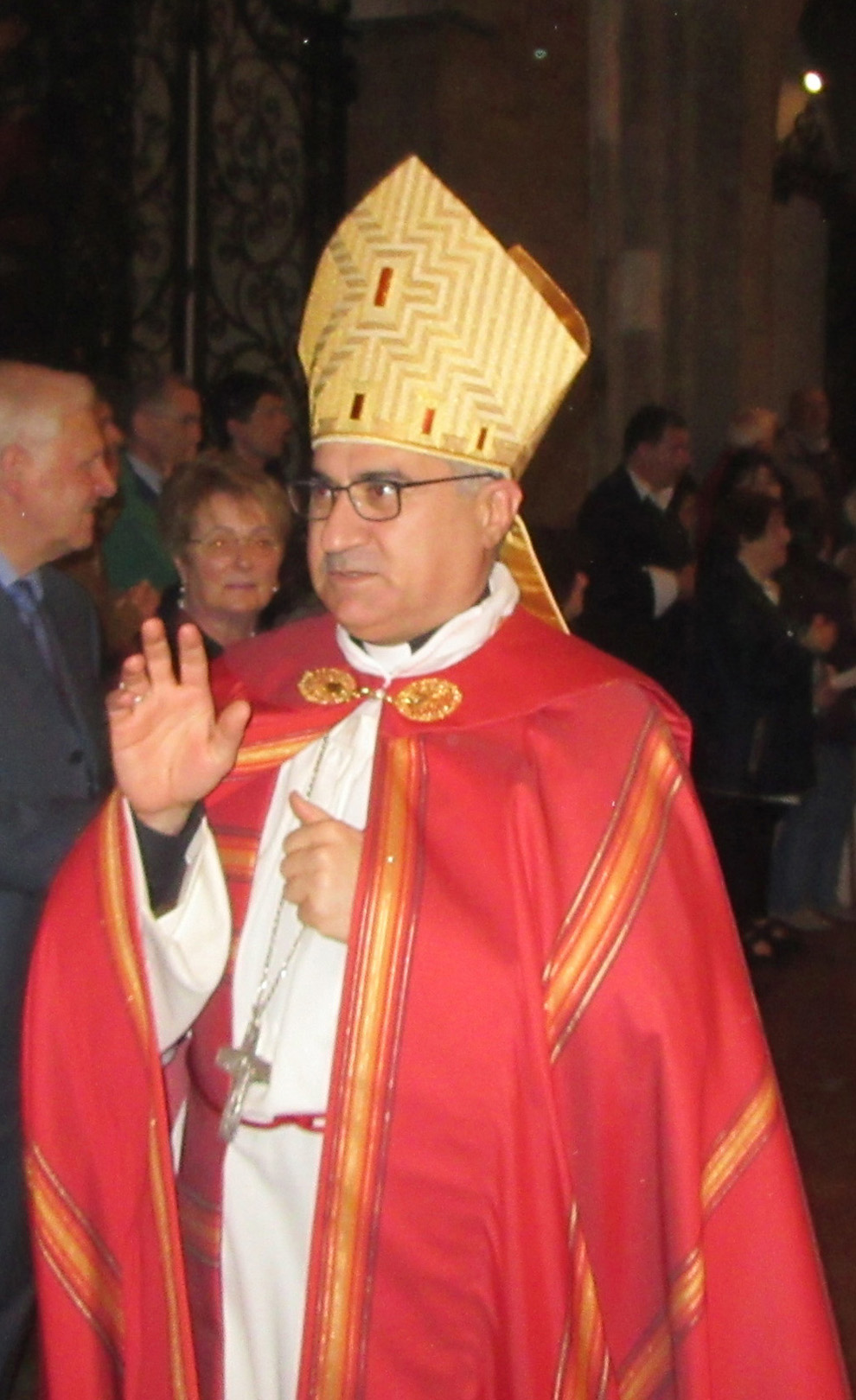
Erzbischof Bashar Warda während der Nachtwache zu Pfingsten in der Kathedrale von Lodi, 14. Mai 2016

Bashar Matti Warda CSsR (* 15. Juni 1969 in Bagdad) ist ein irakischer Geistlicher und Erzbischof der chaldäisch-katholischen Erzeparchie Erbil, Autonome Region Kurdistan.

## Leben
Bashar Warda empfing nach seiner theologischen Ausbildung im chaldäischen Priesterseminar St. Peter 1993 in Bagdad die Priesterweihe. 1995 trat er der Ordensgemeinschaft der Redemptoristen in der flämischen Provinz bei und legte 1997 in Dundalk, Irland, seine zeitliche Profess ab. 1999 wurde er an der Katholischen Universität Löwen promoviert. 2001 wurde er Rektor des Babel College für Theologie und Philosophie im Irak. 2006 wurde er Regens des Priesterseminars in Ankawa. Er ist Professor am Institut für Religionswissenschaft in Bagdad und lehrt Moraltheologie an der Babel College für Theologie und Philosophie im Irak.
Papst Benedikt XVI. ernannte ihn 2010 zum Erzbischof der Erzeparchie Erbil. Die Bischofsweihe spendete ihm am 3. Juli 2010 der Patriarch von Babylon der Chaldäer, Emmanuel III. Kardinal Delly. Mitkonsekratoren waren Emil Shimoun Nona, chaldäischer Erzbischof von Mosul, Francis Assisi Chullikatt, Titularerzbischof von Ostra und Apostolischer Nuntius in Jordanien und dem Irak, sowie die folgenden chaldäischen (Erz-)Bischöfe: Jacques Ishaq, Titularerzbischof von Nisibis dei Chaldei, Louis Raphaël I Sako, Erzbischof von Kirkuk, Hanna Zora,  Erzbischof von Ahvaz, Shlemon Warduni, Titularbischof von Anbar dei Caldei, Petros Hanna Issa Al-Harboli, Bischof von Zaku, Rabban al-Qas, Bischof von Amadiyah und Mikha Pola Maqdassi, Bischof von Alquoch.

## Galerie

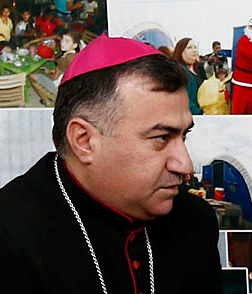
Erzbischof Bashar Warda (2015)
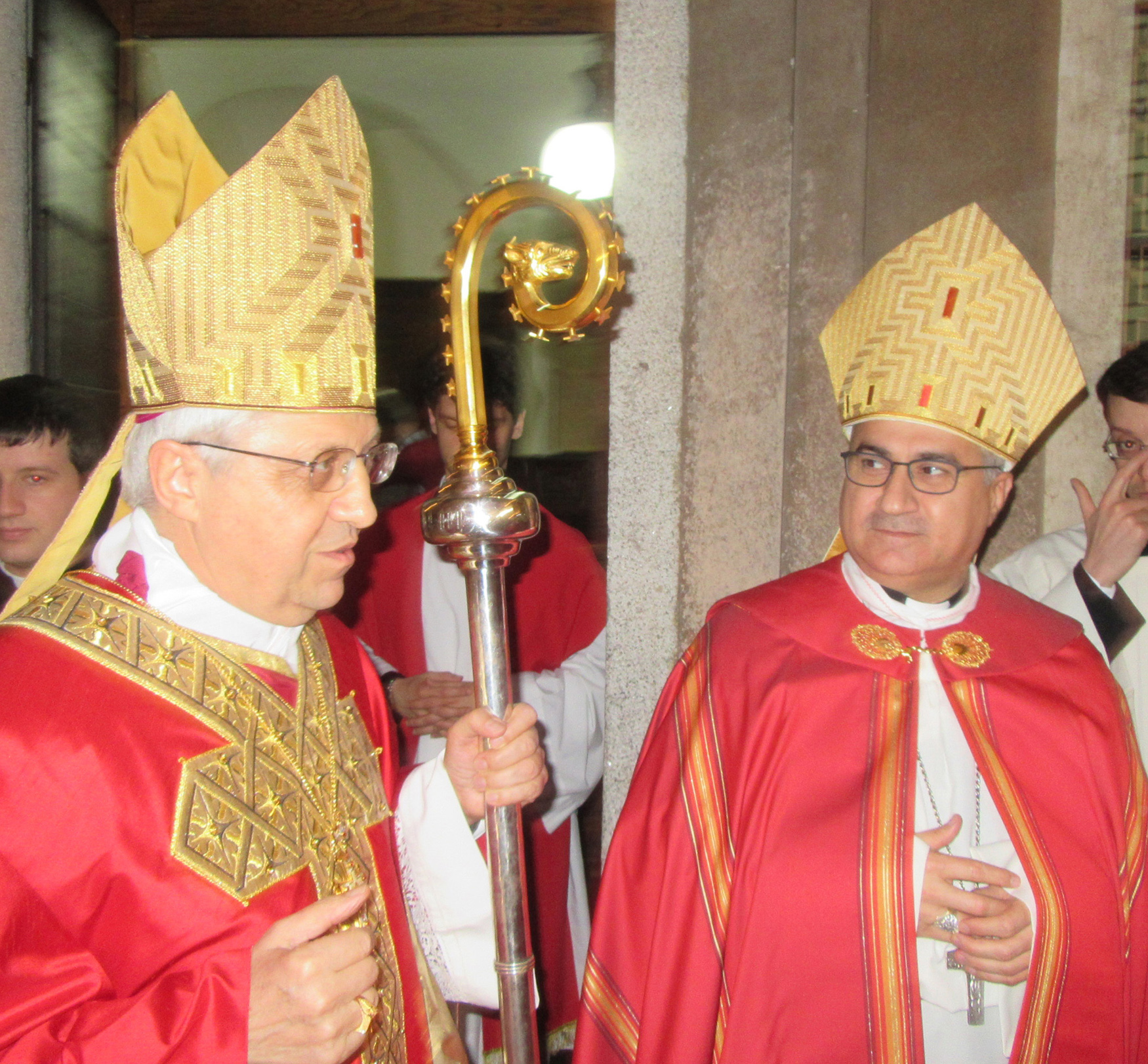
Bischof Maurizio Malvestiti (links) mit Bischof Warda (rechts) während der Nachtwache zu Pfingsten in der Kathedrale von Lodi, 14. Mai 2016